# Samuele Ricci
Samuele Ricci (Pontedera, 21 augustus 2001) is een Italiaans voetballer die doorgaans speelt als middenvelder. In juli 2025 verruilde hij Torino voor AC Milan. Ricci maakte in 2022 zijn debuut in het Italiaans voetbalelftal.

## Clubcarrière
Ricci speelde in de jeugd van Empoli. Voor die club maakte hij zijn debuut op 21 september 2019, toen thuis tegen Cittadella met 1–0 gewonnen werd in de Serie B door een doelpunt van Antonino La Gumina. Ricci begon aan het duel als reservespeler en mocht van coach Christian Bucchi tweeëntwintig minuten na rust invallen voor Leo Štulac. Zijn eerste doelpunt volgde op 17 januari 2021, toen hij tegen Salernitana de score opende na negentien minuten. Doordat na hem ook Štulac, Leonardo Mancuso, Fabiano Parisi en Marco Olivieri tot scoren kwamen, won Empoli de wedstrijd met 5–0.
In januari 2022 nam Torino de middenvelder op huurbasis over, met een verplichte optie tot koop. Deze werd actief in de zomer, waarop hij voor vijf jaar tekende bij Torino. Begin 2025 werd zijn verbintenis opengebroken en met een jaar verlengd, tot medio 2028. Na zijn derde volle seizoen als basisspeler bij Torino verkaste Ricci naar AC Milan. Die club nam hem over voor een bedrag van circa drieëntwintig miljoen euro en gaf hem een contract voor vier seizoenen met een optie op een jaar extra.

## Clubstatistieken
| Seizoen | Club     | Competitie | Competitie | Competitie | Beker | Beker | Internationaal | Internationaal | Totaal | Totaal |
| Seizoen | Club     | Competitie | Wed.       | Dlp.       | Wed.  | Dlp.  | Wed.           | Dlp.           | Wed.   | Dlp.   |
| ------- | -------- | ---------- | ---------- | ---------- | ----- | ----- | -------------- | -------------- | ------ | ------ |
| 2019/20 | Empoli   | Serie B    | 29         | 0          | 1     | 0     | —              | —              | 30     | 0      |
| 2020/21 | Empoli   | Serie B    | 34         | 2          | 3     | 0     | —              | —              | 33     | 2      |
| 2021/22 | Empoli   | Serie A    | 21         | 1          | 3     | 0     | —              | —              | 24     | 1      |
| 2021/22 | → Torino | Serie A    | 12         | 0          | 0     | 0     | —              | —              | 12     | 0      |
| 2022/23 | Torino   | Serie A    | 28         | 2          | 4     | 0     | —              | —              | 32     | 2      |
| 2023/24 | Torino   | Serie A    | 32         | 1          | 1     | 0     | —              | —              | 33     | 1      |
| 2024/25 | Torino   | Serie A    | 34         | 1          | 2     | 0     | —              | —              | 36     | 1      |
| 2025/26 | AC Milan | Serie A    | 0          | 0          | 0     | 0     | —              | —              | 0      | 0      |
| Totaal  | Totaal   | Totaal     | 190        | 7          | 14    | 0     | 0              | 0              | 204    | 7      |

Bijgewerkt op 3 juli 2025.

## Interlandcarrière
Ricci maakte zijn debuut in het Italiaans voetbalelftal op 4 juni 2022, toen met 1–1 gelijkgespeeld werd tegen Duitsland in de UEFA Nations League. Lorenzo Pellegrini opende de score namens Italië, waarna de uitslag bepaald werd door Joshua Kimmich. Ricci moest van bondscoach Roberto Mancini op de reservebank beginnen en hij mocht vijf minuten voor tijd invallen voor mededebutant Davide Frattesi (Sassuolo). De andere Italiaanse debutanten dit duel waren Federico Dimarco (Internazionale), Tommaso Pobega (eveneens Torino), Wilfried Gnonto (FC Zürich) en Matteo Cancellieri (Hellas Verona).
In mei 2024 werd Ricci door bondscoach Luciano Spalletti opgenomen in de voorselectie voor het EK 2024 in Duitsland. Hij viel echter af voor de definitieve selectie.
| Interlands van Samuele Ricci voor Italië | Interlands van Samuele Ricci voor Italië | Interlands van Samuele Ricci voor Italië | Interlands van Samuele Ricci voor Italië | Interlands van Samuele Ricci voor Italië | Interlands van Samuele Ricci voor Italië | Interlands van Samuele Ricci voor Italië |
| №                                        | Datum                                    | Wedstrijd                                | Uitslag                                  | Competitie                               | Goals                                    |                                          |
| Als speler bij Torino                    | Als speler bij Torino                    | Als speler bij Torino                    | Als speler bij Torino                    | Als speler bij Torino                    | Als speler bij Torino                    | Als speler bij Torino                    |
| ---------------------------------------- | ---------------------------------------- | ---------------------------------------- | ---------------------------------------- | ---------------------------------------- | ---------------------------------------- | ---------------------------------------- |
| 1                                        | 4 juni 2022                              | Italië – Duitsland                       | 1 – 1                                    | Nations League 2022/23                   |                                          |                                          |
| 2                                        | 16 november 2022                         | Albanië – Italië                         | 1 – 3                                    | Vriendschappelijk                        |                                          |                                          |
| 3                                        | 6 september 2024                         | Frankrijk – Italië                       | 1 – 3                                    | Nations League 2024/25                   |                                          |                                          |
| 4                                        | 9 september 2024                         | Israël – Italië                          | 1 – 2                                    | Nations League 2024/25                   |                                          |                                          |
| 5                                        | 10 oktober 2024                          | Italië – België                          | 2 – 2                                    | Nations League 2024/25                   |                                          |                                          |
| 6                                        | 14 oktober 2024                          | Italië – Israël                          | 4 – 1                                    | Nations League 2024/25                   |                                          |                                          |
| 7                                        | 20 maart 2025                            | Italië – Duitsland                       | 1 – 2                                    | Nations League 2024/25                   |                                          |                                          |
| 8                                        | 23 maart 2025                            | Duitsland – Italië                       | 3 – 3                                    | Nations League 2024/25                   |                                          |                                          |
| 9                                        | 6 juni 2025                              | Noorwegen – Italië                       | 3 – 0                                    | WK 2026 kwalificatie                     |                                          |                                          |
| 10                                       | 9 juni 2025                              | Italië – Moldavië                        | 2 – 0                                    | WK 2026 kwalificatie                     |                                          |                                          |

Bijgewerkt op 3 juli 2025.